# グレーマリン

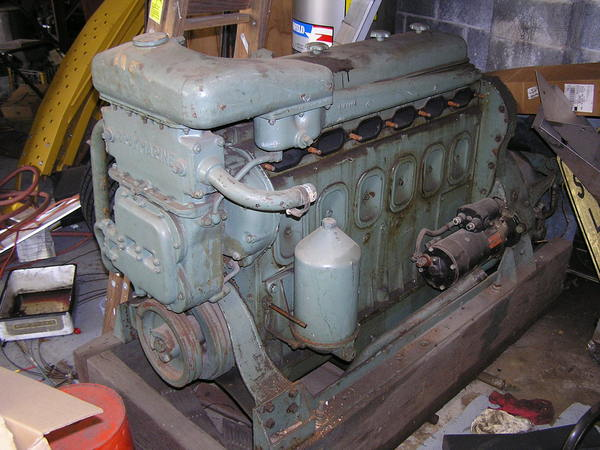
ケーシング外見

グレーマリン（英語: Gray Marine）は、ディーゼルエンジンのシリーズ。パッカード社製ガソリンエンジンと並んで、第二次世界大戦でのアメリカ海軍舟艇の活躍の立役者とも称される。

## 来歴
当初、アメリカ海軍の上陸用舟艇の多くはガソリンエンジンを搭載していた。これは非常にコンパクトではあったが、常温で揮発性が高いガソリンを燃料とするために危険性も高かった。この問題に対し、1939年12月、海軍は軽量ディーゼルエンジンの試作機を舟艇に搭載して試験を行ったのち、1940年4月、今後の上陸用舟艇の全てにディーゼルエンジンを搭載するよう勧告した。そしてそのためのディーゼルエンジンとして採択されたのがグレーマリン6-71であった。

## 設計
グレーマリン6-71は、1930年代末にゼネラルモーターズ（GM）ディーゼル部門（後のデトロイトディーゼル社）の主力機として開発されたGMモデル6-71をもとに、舶用の減速機を組み合わせたものであった。
基本モデルは直列6気筒の2ストローク機関で、圧縮比は18.7:1、ボア径/ストローク長は108mm/127mmであった。重量は991キログラム、寸法は、長さ137 cm×幅74 cm×高さ104 cmであった。出力は、常用で165馬力（1,800 rpm）、最大で225馬力（2,100 rpm）を発揮できた。

## 運用史
本機は第二次世界大戦中のアメリカ海軍で愛用されており、60フィート以下の各種支援船や哨戒艇の主機関はほぼ全てこれに統一された。また特に上陸用舟艇では多用され、LCVPでは1基、LCMでは2基、そしてLSSLでは主機関として8基搭載したうえに発電機用としても2基が搭載された。これによって戦時中の生産総計は10万台以上に及び、量産効果や部品の確保などに多大な恩恵があった。
戦後も、各種交通艇や監視艇、検疫艇など、民生用も含めて世界的に広く活用された。海上保安庁の15メートル型港内艇（のちに巡視艇と改称）はアメリカ軍の放出品を再生して搭載したが、目立った故障もなく、予想以上の好成績であった。また派生してV型エンジン版なども開発され、最大のものはV型16気筒で、2,380馬力の出力を確保していた。しかし4ストローク機関と比してスーパーチャージャーやインタークーラーの効果が薄いこと、自動噴射弁の頻繁な不具合などから陳腐化が指摘されるようになり、1995年夏に販売を終了した。